# Kościół św. Józefa w Msidzie
Kościół Świętego Józefa malt. Il-Knisja ta’ San Ġużepp, ang. St. Joseph Church) – rzymskokatolicki archiprezbiterialny kościół parafialny znajdujący się w miejscowości Msida na Malcie. 

## Historia
Msida została parafią w 1867 i przez kilka lat stary kościół Niepokalanego Poczęcia, który istnieje do dziś służył jako kościół parafialny. Obecny kościół parafialny został zbudowany pod koniec XIX wieku i jest pod wezwaniem św. Józefa. Został oddany do użytku w 1889 (NICPMI podaje, że prace rozpoczęły się 23 maja 1891), zaś konsekrowany 22 kwietnia 1894.
Dekretem z dnia 19 marca 2019 r. kościół parafialny stał się kościołem archiprezbiterialnym.

## Architektura
Projekt jest typowy dla tradycyjnych barokowych kościołów, które panowały sto lat wcześniej, ale Maltańczycy nadal wyznawali ten styl, zwłaszcza w przypadku kościołów. Plan jest umowny i przyjmuje formę trójnawowego krzyża łacińskiego, co było najczęściej przyjmowanym planem w projektach lokalnych kościołów parafialnych. Fasada składa się z szeregu przęseł, z których dwa zewnętrzne przęsła zwieńczone są dzwonnicami o odpowiednich proporcjach. Źródłem, na którym architekt Andrea Grima oparł swój projekt, wydaje się być projekt Lorenza Gafy dla kościoła parafialnego św. Katarzyny w Żejtun. Największą atrakcją artystyczną jest jednak wnętrze kościoła, z dziełami Emvina Cremony oraz mistycznym freskiem na sklepieniu chóru, przedstawiającym śmierć św. Józefa, autorstwa Giuseppe Calì.

## Ochrona dziedzictwa kulturowego
16 grudnia 2011 kościół wpisany jest na listę National Inventory of the Cultural Property of the Maltese Islands pod nr. 00016.